# Иво Ћипико
Иво Ћипико (Каштел Нови, 13. јануар 1869 — Каштел Нови, 23. септембар 1923) био је истакнути српски приповедач из Далмације, италијанског порекла. Иако није писао под непосредним утицајем свог земљака Симе Матавуља, он му је по низу својих књижевних обележја и тежњи врло близак. Нарочито их везује наклоност према простом свету и величање природне снаге коју откривају у малом човеку. Ћипико, попут Матавуља, описује далматински живот или, тачније, два далматинска подручја која се географски и културно веома разликују — Приморје и Загоре. Ћипико је много више од Матавуља остао веран завичајном регионализму.

## Биографија
Слично Меду Пуцићу, Матији Бану, Валтазару Богишићу, Марку Цару и неким другим српским књижевним и културним радницима из западних крајева, Иво Ћипико је био Србин католик. Он потиче из италијанске патрицијске породице Ћипико (Cippico) пореклом из Рима, у којој су од давнина неговани хуманистичка традиција и књижевни рад. Један од његових предака био је чувени Кориолан Ћипико (лат. Coriolanus Ceppio), хуманиста и новолатински писац 15. века. У „Ћипиковој палати“ у Трогиру пронађена је средином 16. века „Трималхионова гозба“, једини сачувани део из романа „Сатирикон“ римског писца Петронија. Из те породице су италијански песник Алвизо и сплитски надбискуп Ћипико. Предак Лујо Ћипико се надалеко прочуо борећи се против турских галија. С падом Млетачке републике породица Ћипико почела је сиромашити и приближавати се обичном народу, па је мајка Ива Ћипика била пучанка.
Рођен у Каштел Новом, између Сплита и Трогира, Ћипико је још из детињства понео дубоку приврженост слободном, неспутаном животу у природи и снажну симпатију према тежацима и тежачком животу. Обе склоности су одиграле значајну улогу у животу и у делу овог писца. Кад су га као дечака дали у фратарску гимназију у Сињу, он је, не могавши да издржи крутост и стегу школског режима, побегао из семеништа и определио се, не случајно, за шумарски позив. Семениште га је одвајало од природе, затварало га у мртве догме и беживотни морал, а шумарски позив га је вратио природи и омогућио му да живи с народом. Завршио је 1890. године стручну школу у Крижевцима и постао шумар. Касније је унапређен у надшумара на острву Хвару, у Врлици и Далматинској Загори. У додиру са народом Иво мења своја уверења и од романтичара постаје реалиста, који искуства претаче у књижевну форму. Започео је књижевни рад под снажним утицајем српских писаца романтичара: Јанка Веселиновића, Паје Марковића Адамова, Милорада Поповића Шапчанина, Милана Милићевића и Лазе Лазаревића. Ћипико ће убрзо кренути својим путем јер га је на то гонило његово богато познавање живота, умјетничка искреност и одважност, осјећање потребе да рекне истину о том животу. У Краљевину Србију је прешао 1912. године и примио "српско поданство".
Његово опредељење за српску књижевност и каснији прелазак у Србију, где је као ратни дописник учествовао у балканским ратовима, а за време Првог светског рата пратио српску војску у изгнанство, било је проузроковано, осим националним одушевљењем и наклоношћу једног западњака, разочараног у европску цивилизацију, према земљи која је у његовим очима носила нешто од оног исконског, правог, природног живота коме је тежио. Огроман углед Србије на читавом југословенском простору и привлачност српске књижевности деловали су у истом правцу. Прве подстицаје је нашао у истој оној школи која га је у свему другом одбијала, у фратарском семеништу у Сињу. Међу његовим професорима, фратрима, налазио се и један истински љубитељ књижевности и југословенски националиста. Он је будућем писцу доносио дела српских приповедача и народне песме.
Иако син Италијана и Хрватице, Иво је надахнут српским народоносним покретом у Дубровнику осамдесетих година 19. века, нашао себе међу Србима. Нови идентитет је учврстио током величанствене српске епопеје, учествујући и сам у ослободилачким ратова Србије 1912-1918. године. Занесох се и постадох Србином, написао је касније Ћипико.

## Стваралаштво
Први, младалачки покушаји, неколико песама и једна цртица, без стварне вредности, изашли су 1885, а затим ништа није објављивао више од десет година, све до 1897, када се с причом „Погибе к'о од шале“ представио као зрео приповедач. Она је настала, као што је сам писац изнео, под непосредним утицајем Јанка Веселиновића и његових сеоских приповедака. Прву књигу, збирку приповедака „Приморске душе“ (1899) објавио је у Загребу. Кад је хрватска критика поздравила у њему нову звезду хрватске књижевности, он је дао изјаву да није хрватски, него српски писац.
Његова остала дела излазила су у српским културним центрима, и то ћирилицом. Објавио је још четири књиге приповедака, „Са јадранских обала“ (1900), „Са острва“ (1903), „Крај мора“ (1913), „Прељуб“ (1914), два романа, „За крухом“ (1904) и „Пауци“ (1909), два драмска покушаја, „На Граници“ и „Воља народа“, оба без стварне вредности, потом мемоарску, ратну прозу, инспирисану Балканским и Првим светским ратом, „Утисци из рата“, „На помолу“, „Из ратних дана“ 1912—1917, „Из солунских борби“, „Из ратног дневника“, чија је вредност претежно документарна и журналистичка.
Окренутост социјалној тематици карактеристична за цео српски реализам добила је у Ћипику свог најизразитијег и најдоследнијег протагонисту. У низу приповедака и у оба романа он је приказао сурову борбу сељака за хлеб и голи живот, приказао је послодавце који искоришћавају сељачку радну снагу као животињску, њихову равнодушност пред тежачким патњама. Први његов књижевни обрачун с темом социјалне беде налазимо у приповеци „На повратку с рада“, из збирке „Приморске душе“: сурове природне околности, суша која сажиже све и киша што продире до коже, плави насеља, односи плодове рада, као да се удружују са бездушношћу газда који хоће из својих надничара да исисају последње капи зноја и крви.
Социјална тема остварена је с највише доследности у „Пауцима“, делу које је Јован Скерлић назвао „новим социјалним романом“. Његов јунак, млади планинац Раде Смиљанић, узалудно покушава да се ишчупа из дуга који му је отац оставио у наследство. Он се осећа немоћним и незаштићеним пред злом којем нема лека. Наиме, да би се ослободио једног дуга, он упада у други, још већи, и то увек код истог зеленаша. Што се више враћа, дуг, уместо да опада, непрестано расте достижући на крају такве размере да је цело имање једва довољно да га отплати. Зеленаш личи на огромно чудовиште, на аждају разјапљених чељусти, чијој незаситости нема лека, која увек тражи нове жртве. На крају романа, Раде се обрачунава с газдом — крвопијом, на начин јунака старих легенди, он потеже нож и убија га.
Ћипикова социјална тематика повезана је с његовом особеном филозофијом живота. У основи његовог погледа на свет је супротност између природе и културе. Русоовски заљубљен у природу, Ћипико је био непријатељ свих ограничења која грађански морал намеће човеку. Истински живот јесте живот у крилу природе, у складу с њеним законима, све изван тога је лаж. Таквим животом живе прости људи, сељаци и рибари. За њих нема замршених проблема у животу: рађа се, живи и умире по природном закону, онако како се то збива са свим што постоји у природи, с биљкама и животињама, без душевних потреса и друштвених сукоба, све се решава природним путем, нагонским задовољавањем личних потреба.
Таквим животом могу живети и истински интелектуалци. Невоље почињу онда кад се у живот човека умеша тзв. цивилизовано друштво својим неприродним захтевима и стегама. Зло које долази из цивилизације, из града на село, у свом примарном облику јавља се као социјално зло, као економско искоришћавање, а од њега почињу све друге невоље. Природним и једноставним сељацима нису супротстављени интелектуалци, него господа, „пауци“, тј. сви они који паразитски живе од туђег рада. Тако је Ћипикова пантеистичка филозофија живота добила изразито социјалну интерпретацију. Та двострука основа његовог дела, пантеизам и социјални реализам, најпотпуније је дошла до изражаја у историји младог студента Ива Полића, у роману „За крухом“.
Повратак из града у завичај, на море, за њега значи двоструко враћање животу: поновно буђење у њему здравог нагонског живота, који је град загушио, и откривање сурове стварности приморског села, где тешке природне околности и бездушно израбљивање од зеленаша и власти доводе сиромашне сељаке до „просјачког штапа“ и присиљавају их да напусте све и отисну се у страни свет „трбухом за крухом“. По многим својим цртама двојник свог аутора, Иво Полић, тај модернизовани романтични јунак, добро види беду света који га окружује и дубоко саосећа с невољама обесправљених сељака, али га то сазнање не покреће на акцију, он се повлачи у себе и сав се предаје својим сновима, космичким чежњама и меланхоличним размишљањима.
У овом роману постоје још два типична ћипиковска мотива: љубав и море. Љубав је код Ћипика увек слободно препуштање нагону, без икаквог осећања кривице, без сентименталности. Карактеристичан облик љубави јесте прељуба, тј. кршење забрана које намеће грађански брак (приповетка „Прељуб“, која је дала наслов читавој збирци). У „Антици“, једној од најтипичнијих ћипиковских приповедака, јунакиња, пошто ју је случај спасао нежељеног брака, живи сама на шкољу и подаје се слободно морнарима који навраћају. Деца која се рађају као плод тих слободних љубави, чим одрасту, одлазе у свет и више се не враћају („Баш као ластавице... Кад млади нарасту, излете из гнијезда и нестане их, бог зна куда, далеко преко мора... Зар они послије питају за мајку?“). Љубав је у овој приповеци, као и у роману „За крухом“, неодвојива од мора. „И кад потражих жену, могао сам се за њу само уз море загријати“, каже Иво Полић.
Море код Ћипика није само простор у којем се одигравају драме његових јунака, оно се доживљава као живо биће, у коме се осећа „задах васељене“, присутност „слободе, сјаја и истинског дашка живота“. Чар мора почиње већ од наслова неких Ћипикових приповедака („Крај мора“, „На мору“, „На догледу мора“), а наставља се у описима приморских пејзажа, у којима је Ћипико прави песник, и сликању слободне љубави, где се еротика стапа са жаром сунца и мирисом мора. Најизразитији социјални писац међу српским реалистима, Ћипико је уједно песник природе, мора и љубави, који је у свом делу дао модерну књижевну интерпретацију древног мита о вечном враћању изворима, сан о изгубљеном и поново нађеном рају у крилу природе.

## Покрај мора
Иво је живео у Београду до 1922. године. Тада се тешко разболео и након безуспешне операције у Бечу, отишао је у свој завичај. Београд је сматрао за драгу земљу своје књижевне славе и лепих сутонских дана свога живота. Умро је нашавши смирење у родном Каштел Новом 1923. године, на обали мора. У Каштелу Новом је 1926. године по налогу југословенског краља Александра II Карађорђевића, Иву подигнут достојан мермерни надгробни споменик.

## Дела
- Из ратних дана, Крф, 1917.
- Из солунских борби, Београд, 1919.
- Крај мора (приповетке), Дубровник, 1911.
- На граници, (драма), 1910.
- На помолу, Солун, 1916.
- На повратку с рада, (приче)
- Пауци (роман), Београд, 1909.
- Прељуб (приповетке), Београд, 1914.
- Приморске душе (приповетке), Загреб, 1899.
- Са јадранских обала (приповетке), Мостар, 1900.
- Са острва (приповетке), Београд, 1903.
- Утисци из рата 1912, Сарајево, 1914.
- Воља народа (драма), 1911.
- За крухом (роман), Нови Сад, 1904.